# The Grey Zone
Pour plus de détails, voir Fiche technique et Distribution.
The Grey Zone est un film de Tim Blake Nelson sorti en salle en 2001 avec David Arquette, Steve Buscemi, Harvey Keitel, Mira Sorvino et Daniel Benzali. Son scénario est basé sur le livre écrit par le Dr. Miklos Nyiszli : Auschwitz, A Doctor's Eyewitness Account, publié en 1993 par Arcade Publishing. Le titre du film est issu d'un essai écrit par un survivant d'Auschwitz, Primo Levi. Le film raconte l'histoire du Sonderkommando XII dans le camp de concentration d'Auschwitz en octobre 1944 dont les prisonniers ont été chargés d'aider les Allemands à emmener leurs victimes dans des chambres à gaz ainsi qu'à brûler leurs corps dans des fours crématoires.
Le film débute pendant la Seconde Guerre mondiale, au camp d'Auschwitz. Hoffman est un Sonderkommando, engagé par les nazis, qui s'occupe de récupérer les corps de ses codétenus tués dans les chambres à gaz et de mettre de côté tout ce qui peut avoir de la valeur. Un jour, il trouve une petite fille vivante parmi les morts et décide de la cacher.

## Synopsis
Le film débute en octobre 1944, dans le camp d'extermination d'Auschwitz-Birkenau. Un petit groupe de Sonderkommandos monte une insurrection qui, ils l'espèrent, leur permettra de détruire au moins un des fours crématoires du camp 4 et quelques chambres à gaz. Ils reçoivent des armes à feu de citoyens polonais dans le village voisin et de la poudre provenant de l'usine de munitions de l'UNIO ; les femmes prisonnières qui travaillent dans l'UNIO ayant passé de la poudre dans le camp des hommes parmi les corps de leurs ouvriers morts. Les femmes sont par la suite capturées par les Allemands et sauvagement torturées, mais elles ne parleront pas.
Pendant ce temps, un docteur Juif Hongrois, Miklos Nyiszli, qui travaille pour le scientifique nazi Josef Mengele dans un laboratoire médical expérimental, a reçu la permission de Mengele lui-même de rendre visite à son épouse et à sa fille dans le camp de travail des femmes. Nyiszli est très tourmenté au sujet de la sécurité de sa famille et croit que les ordres de Mengele les protégeront des chambres de gaz.
Un nouveau train complet de prisonniers Juifs Hongrois arrive et ceux-ci sont tous immédiatement envoyés dans des chambres à gaz. Pendant que le groupe se déshabille, un homme craintif parmi eux commence à poser des questions à un des Sonderkommandos, Hoffman (David Arquette), qui avait donné les instructions ; il est alors battu à mort par Hoffman. Après le gazage de ce groupe, Hoffman trouve une jeune fille vivante sous une pile de corps. Il la sort de la chambre à gaz et, après avoir informé le chef de l'insurrection Schlermer (Daniel Benzali), il l'emmène dans un entrepôt et appelle le Dr Nyiszli, qui peut la rétablir. Le groupe décide de la cacher dans un camp d'enfants. Tandis que des prisonniers la cachent dans une penderie, le SS-Oberscharführer Erich Muhsfeldt (Harvey Keitel) arrive soudainement, notant qu'un des prisonniers présents, Abramowics (Steve Buscemi), est là illégalement, il l'abat, incitant la fille à crier et à être découverte. Nyiszli prend alors Muhsfeldt dehors et lui indique qu'au sujet de la révolte, il ne peut pas lui dire où ou quand elle commencera. Muhsfeldt accepte de protéger la jeune fille après que les révoltés aient été supprimés.
L'insurrection commence ;  deux crématoriums dont le no 4 sont détruits avec les explosifs passés en contrebande. Tous les  Sonderkommandos qui survivent aux explosions et aux tirs d'armes à feu ainsi que les SS sont capturés. Ils sont retenus jusqu'à ce que le feu dans le crématorium soit éteint et sont exécutés peu de temps après. Hoffmann et l'un de ses codétenus, Rosenthal (fournisseur de David), concluent que la fille ne sera pas libérée après avoir été forcée à observer les exécutions. Après que tous les Sonderkommandos aient été fusillés, on permet à la fille de se sauver en dehors du camp. Avant qu'elle ne puisse sortir, Muhsfeldt lui tire dessus.
Le film se termine sur quelques mots poétiques de la petite fille décédée évoquant les cendres s'échappant des fours crématoires et les Sonderkommandos exécutant leur besogne parmi elles.

## Fiche technique
- Titre original : The Grey Zone
- Décors : Maria Djurkovic et Valentina Mladenova
- Photographie : Russell Lee Fine
- Musique : Jeff Danna
- Montage : Michelle Botticelli et Tim Blake Nelson
- Production : Pamela Koffler, Christine Vachon et Tim Blake Nelson
- Budget : 5,000,000 $

## Distribution
- David Arquette : Hoffman
- Velizar Binev : Moll
- David Chandler : Max Rosenthal
- Michael Stuhlbarg : Cohen
- George Zlatarev : Lowy (comme Georgy Zlatarev)
- Dimitar Ivanov : Vieillard
- Daniel Benzali : Simon Schlermer
- Allan Corduner : Dr Miklos Nyiszli
- Steve Buscemi : 'Hesch' Abramowics
- Harvey Keitel : SS-Oberscharfuhrer Erich Muhsfeldt
- Henry Stram : SS-Hauptsturmfuhrer Josef Mengele
- Kamelia Grigorova : fille
- Lisa Benavides : Anja
- Shirly Brener : Inmate
- Mira Sorvino : Dina
- Natasha Lyonne : Rosa

## Anecdote
- Natasha Lyonne, a fait appel à sa grand-mère pour le film car celle-ci est une rescapée du camp d'Auschwitz II Birkenau.

## Box office
| Pays ou région    | Box-office | Date d'arrêt du box-office | Nombre de semaines |
| ----------------- | ---------- | -------------------------- | ------------------ |
| États-Unis Canada | 517 872 $  | 19 décembre 2002           | 11                 |
| France            | Pas sorti  | -                          | 0                  |
| Espagne           | 103 720 $  | 13 décembre 2002           | 4                  |
| Mondial           | 621 592 $  | -                          | -                  |